# Ямов, Василий Захарович
Василий Захарович Ямов (4 января 1933 — 22 сентября 2014) — советский и российский учёный в области ветеринарной паразитологии, академик ВАСХНИЛ (1990) и Российской академии наук (2013).

## Биография
Родился в крестьянской семье деревне Кашаир Упоровского района Тюменской области. В 1954 году окончил Тобольский зооветеринарный техникум, а в 1959 году — Омский государственный ветеринарный институт.
С 1973 по 1998 год — директор ВНИИ ветеринарной энтомологии и арахнологии в Тюмени.
Доктор биологических наук (1983). В 1985 году избран членом-корреспондентом ВАСХНИЛ, в 1990 — академиком Российской академии сельскохозяйственных наук.

## Награды, премии, почётные звания
- Орден Почёта (27 декабря 2000) — за заслуги в области сельского хозяйства, перерабатывающей промышленности и многолетний добросовестный труд [2]
- Заслуженный деятель науки Российской Федерации (1993)[3]
- Орден Трудового Красного Знамени (1986)
- Лауреат Премии Совета Министров СССР (1980) — за разработку и внедрение биологических основ, средств и нового метода борьбы с гиподерматозом крупного рогатого скота (заболеванием, вызываемым подкожными оводами)[4]